# Овчинников, Дмитрий Афанасьевич
Дми́трий Афана́сьевич Овчи́нников (24 октября 1909, деревня Гусево, Калужская губерния — 2 марта 1992, Самара) — советский военный деятель, полковник (1943 год).

## Биография
Дмитрий Афанасьевич Овчинников родился 24 октября 1909 года в деревне Гусево ныне Медынского района Калужской области.

### Довоенное время
В ноябре 1931 года был призван в ряды РККА и направлен в 127-й стрелковый полк (43-я стрелковая дивизия, Белорусский военный округ), где после окончания школы одногодичников служил на должностях командира стрелкового взвода, взвода полковой школы и стрелковой роты.
В октябре 1938 года был назначен на должность помощника начальника 1-й части штаба 43-й стрелковой дивизии (Ленинградский военный округ), находясь на которой, принимал участие в боевых действиях во время советско-финской войны, за что был награждён медалью «За отвагу».
В сентябре 1940 года был назначен на должность начальника штаба 65-го стрелкового полка, с февраля 1941 года исполнял должность начальника 1-го отделения штаба 43-й стрелковой дивизии, а 19 июня того же года был назначен на должность помощника начальника 1-го отделения оперативного отдела штаба Приволжского военного округа.

### Великая Отечественная война
С началом войны Овчинников находился на прежней должности.
В феврале 1942 года был назначен на должность старшего помощника начальника 1-го отделения оперативного отдела штаба Приволжского военного округа, а в июне того же года — на должность заместителя начальника оперативного отдела штаба 21-й армии, находившейся на доукомплектовании в районе Ахтырки. В середине июля армия была включена в состав Сталинградского, а 28 сентября — Донского фронтов, после чего принимала участие в боевых действиях во время Сталинградской битвы.
В декабре 1942 года Овчинников был назначен на должность начальника штаба 51-й гвардейской стрелковой дивизии, которая принимала участие в боевых действиях во время Котельниковской операции и Курской битвы. В октябре 1943 года был назначен на должность начальника штаба 23-го гвардейского стрелкового корпуса, который принимал участие в оборонительных и наступательных боевых действиях северо-западнее города Невель. С 15 по 18 апреля 1944 года полковник Овчинников временно исполнял должность командира этого корпуса, который на тот момент вёл оборонительные боевые действия в районе поселков Маево и Идрица (Псковская область).
В мае был ранен и направлен в госпиталь и после излечения в октябре 1944 года был направлен на учёбу на ускоренный курс при Высшей военной академии имени К. Е. Ворошилова, после окончания которых с марта 1945 года находился в распоряжении Главного управления кадров НКО.

### Послевоенная карьера
После окончания войны состоял в распоряжении начальника Управления специальных заданий Генштаба.
В 1947 году был назначен на должность старшего советника при начальнике Генштаба югославской армии, в 1948 году — на должность заместителя начальника Куйбышевского суворовского военного училища, а в 1951 году — на должность начальника отдела вузов штаба Приволжского военного округа.
Полковник Дмитрий Афанасьевич Овчинников в 1960 году вышел в запас.

## Награды
- Два ордена Красного Знамени;
- Орден Отечественной войны 1 степени;
- Два ордена Красной Звезды;
- Медали.